# Growl (Software)
Growl ist ein globales Benachrichtigungssystem für macOS und Windows. Programme können den Benutzer mittels Growl über Ereignisse wie neue Mails oder Chat-Nachrichten, fertig heruntergeladene Dateien oder den aktuell spielenden Musiktitel informieren. Softwareentwicklern bietet Growl Schnittstellen für die Programmiersprachen Objective-C, C, Perl, Python, Tcl, AppleScript, Java und Ruby.

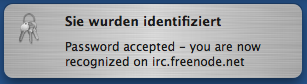
Growl-Benachrichtigung des IRC-Clients Colloquy im Stil Brushed Metal.

Der Benutzer kann vollständig konfigurieren, welche Nachrichten angezeigt werden sollen. Auch verschiedene Dringlichkeitsstufen sind möglich, so dass etwa der aktuelle Musiktitel nur einige Sekunden lang angezeigt wird, während Geburtstagserinnerungen solange auf dem Bildschirm bleiben, bis der Nutzer sie entfernt.
Für die Benachrichtigungen stehen mehrere Darstellungsstile zur Verfügung.
Ab Version 1.3 wurde das Programm kommerziell über den Mac App Store vertrieben, da das Projekt nach Angaben der Entwickler sonst nicht mehr weiterentwickelt werden könnte. Der Quellcode von Growl 1.3 ist jedoch weiterhin frei verfügbar. Seit 2013 erschien keine neue Version mehr, wodurch die Unterstützung neuerer Betriebssysteme fehlt. Durch die in Mac OS X 10.8 eingeführte Mitteilungszentrale ist eine ähnliche Funktionalität jedoch weiterhin gegeben.
Im Jahr 2008 wurde eine Version von Growl für Windows vorgestellt. Diese wurde unabhängig von der Mac-Version entwickelt und unterscheidet sich in der Versionsnummer und einigen Fähigkeiten, auch die Windows-Version wurde nicht mehr weiterentwickelt, 2012 erschien die jüngste Ausgabe.
Am 28. November 2020 wurde angekündigt, dass das Projekt nicht mehr weiterentwickelt wird. Begründet wurde der Schritt unter anderem damit, dass Apple seit Jahren eine eigene Lösung für Benachrichtigungen im System integriert hat (Mitteilungszentrale). Entwicklern wurde geraten, in Zukunft auf den Einsatz von Growl zu verzichten und die Lösung von Apple zu verwenden. Der Quellcode bleibt öffentlich.

## Programme
Auf der Growl-Website sind mehr als 200 Programme aufgezählt, die Growl unterstützen, darunter etwa Opera, Skype oder der VLC media player. Für einige weitere Programme – darunter Mozilla Firefox, iTunes oder Apple Mail – sind Plugins erhältlich, die Growl-Unterstützung nachrüsten.